# Камарго, Жоэл
Жоэл Камарго (порт.-браз. Joel Camargo; 18 сентября 1946, Сантус, Сан-Паулу — 23 мая 2014) — бразильский футболист, защитник. Выступал за Сборную Бразилии. Победитель Чемпионата мира 1970.

## Карьера
В течение своей клубной карьеры играл за «Португеза Сантиста» (1963), «Сантос» (1963—1971), «Пари Сен-Жермен» (1971—1972), «Саад» (1973). В «Сантосе» дебютировал уже после побед этого клуба в Кубке Либертадорес и Межконтинентальном кубке, однако успел выиграть с этой командой порядка десятка трофеев. За ПСЖ он сыграл только два матча, прежде чем покинул этот клуб.
Жоэл был защитником сборной Бразилии, когда она выиграла чемпионат мира 1970. Он сыграл 28 матчей за Бразилию за период с 1964 по 1970 годами (плюс 10 неофициальных матчей).

## Титулы
- Чемпион мира (1): 1970
- Чемпион штата Сан-Паулу (5): 1964, 1965, 1967, 1968, 1969
- Кубок Бразилии (2): 1964, 1965
- Чемпион Кубка Робертао (1): 1968
- Победитель Суперкубка межконтинентальных чемпионов (1): 1968/69 (включая межконтинентальную часть)